# Ерохин, Кирилл Александрович
Кирилл Александрович Ерохин (род. 22 марта 1993, Москва) — российский футболист, защитник.

## Биография
Воспитанник московской ДЮСШ № 75 «Савёловская», тренер — Карпенков Сергей Анатольевич.
В середине 2011 года перешёл в молдавский клуб «Дачия» и сразу же был отдан в аренду в другую команду высшего дивизиона — «Сфынтул Георге». Дебютный матч в чемпионате Молдавии сыграл 31 июля 2011 года против клуба «Искра-Сталь» (Рыбница). Свой первый гол забил 10 сентября 2011 года в ворота «Академии». В 2012 году выступал, также на правах аренды, за «Зимбру». В 2013 году вернулся в «Дачию» и провёл несколько матчей за основной состав, но в команде не закрепился. В июле 2014 года покинул команду как свободный агент.
После возвращения в Россию на профессиональном уровне не играл. Игрок команд московской лиги 8х8.
В 2016 году вместе с партнером основал онлайн-сервис бытовых услуг.